# Zoubaier Baya
Zoubaier Baya (arabe : زبير بية), né le 15 mai 1971 à M'saken, est un footballeur tunisien évoluant au poste de milieu offensif.

## Carrière
Il connaît sa première sélection en équipe nationale le 16 décembre 1994, contre l'Algérie, lors d'un match amical. Durant sa carrière, il dispute 71 matchs avec celle-ci, marquant seize buts dont deux de la tête. Baya mène notamment sa sélection en finale de la CAN 1996 en Afrique du Sud. Il marque quelques mois plus tard un but face à l'Égypte lors de la victoire (1-0) déterminante pour la qualification pour la coupe du monde 1998.
Élu par deux fois meilleur footballeur de Tunisie en 1995 — alors que son club de l'Étoile sportive du Sahel (ESS) remporte la coupe de la CAF — et 1996 alors que ce même club remporte la coupe de Tunisie, l'ESS remporte terme de la saison suivante, 1996-1997, le championnat de Tunisie.
Lors de son passage au SC Fribourg, il devient le premier arabe à devenir capitaine d'une équipe disputant la Bundesliga. Le 16 août 2000, il fait partie de la sélection des FIFA World Stars contre l'équipe de France (championne du monde à l'époque), qui se solde par une victoire française (5-1).
Lors de son retour à l'ESS son club remporte la coupe d'Afrique des vainqueurs de coupe en 2003. Revenu dans son club d'origine, le Croissant sportif de M'saken, il participe à la double ascension de ce dernier de la Ligue IV à la Ligue II. Il permet aussi à son équipe d'atteindre les demi-finales de la coupe de Tunisie.
Il prend sa retraite en 2007 et travaille par la suite en tant que consultant pour plusieurs médias : Jawhara FM, Tunisie 7, MBC, ART et Al Jazeera Sport.
Début 2011, il revient de sa retraite et signe à l'âge de 39 ans un contrat avec le Croissant sportif de M'saken, où il participe à six rencontres et marque un but. L'année suivante, il est nommé directeur sportif à l'ESS mais démissionne rapidement. En octobre 2018, il revient au Croissant sportif de M'saken après sept ans d'absence.
Le 2 août 2024, il prend la tête d'un comité directeur provisoire placé à la tête de l'ESS.

## Palmarès
- Championnat de Tunisie : 1997
- Coupe de Tunisie : 1996
- Coupe de la CAF : 1995
- Coupe d'Afrique des vainqueurs de coupe :  2003